# Tenggarabeo
De tenggarabeo (Gracula venerata) is een vogelsoort die behoort tot de spreeuwachtigen (Sturnidae). De soort werd in 1850 door Karel Lucien Bonaparte als aparte soort beschreven op grond van museumexemplaren verzameld op Soembawa uit het Rijksmuseum van Natuurlijke Historie in Leiden. Dit taxon wordt ook vaak beschouwd als een ondersoort van de grote beo als G. religiosa venerata. 

## Kenmerken
De tenggarabeo is een plomp uitziende vogel met een glanzend zwart verenkleed en een lengte van 26 tot 30 cm. Kenmerkend zijn de helder oranje of geel gekleurde stukjes naakte huid en lellen aan de kop. Bij deze soort lopen deze lellen door tot in de nek. De snavel is geel of oranje. Verder zijn er de grote witte vlekken op de handpennen van de vleugels, die vooral goed zichtbaar worden als de vogel vliegt.

## Verspreiding en leefgebied
Het is een endemische vogelsoort van de Kleine Soenda-eilanden.

## Status
Deze beo heeft een beperkt verspreidingsgebied en daardoor is de kans op uitsterven aanwezig. De grootte van de populatie werd in 2016 door BirdLife International geschat op 2.500 tot 10.000 volwassen individuen. De populatie-aantallen nemen af door habitatverlies en vangst voor de kooivogelhandel. Om deze redenen staat deze soort als bedreigd op de Rode Lijst van de IUCN.